# Rivière Témis
Pour les articles homonymes, voir Témis.
La rivière Témis est un affluent de la rive nord-ouest de la rivière Témiscamie (versant de la rivière Rupert via le lac Mistassini), coulant dans la municipalité de Eeyou Istchee Baie-James, dans la région administrative du Nord-du-Québec, au Québec, au Canada.
Ce cours d'eau coule entièrement dans la réserve de Mistassini.
La vallée de la rivière Témis est desservie indirectement par la route 167 (sens nord-sud) venant de Chibougamau qui emprunte la partie supérieure de la vallée de la rivière Takwa pour remonter vers le nord.
La surface de la rivière Témis est habituellement gelée de la fin octobre au début mai, toutefois la circulation sécuritaire sur la glace se fait généralement de la mi-novembre à la fin d'avril.

## Géographie
Les bassins versants voisins de la rivière Témis sont :
- côté nord : rivière Tichégami, lac Tichégami ;
- côté est : rivière Misca, rivière Camie, rivière Témiscamie, lac L'Épinay, lac Coudé ;
- côté sud : rivière Témiscamie, lac Béthoulat, lac Coursay, lac Témiscamie ;
- côté ouest : rivière Takwa, rivière Toco, lac Béthoulat, lac Caouachigamau.

La rivière Témis prend sa source d'un petit lac sauvage (longueur : 0,5 km ; altitude : 771 m) situé dans la réserve de Mistassini, près de la limite de la région administrative du Saguenay–Lac-Saint-Jean. Ce lac de tête fait partie dans un ensemble de lacs à la limite de la ligne de partage des eaux, drainé aussi par la rivière Tichégami (côté Nord), rivière Toco (côté Sud) rivière Pépeshquasati (côté Ouest), la rivière Témis (côté Sud) et la rivière Témiscamie (côté Est).
La source de la rivière Témis est situé à :
- 4,8 m à l'est de la route 167 ;
- 13,6 m au nord-est de la limite de la réserve Mistassini ;
- 26,2 km au nord de l'embouchure de la rivière Témis (confluence avec la rivière Témiscamie) ;
- 68,9 km au nord du lac Albanel ;
- 108,3 km au nord de l'embouchure de la rivière Témiscamie (confluence avec le lac Albanel) ;
- 129,8 km au nord-est de l'embouchure du lac Mistassini (tête de la rivière Rupert) ;
- 192 km au nord-est du centre du village de Mistissini (municipalité de village cri).

À partir du lac de tête (lac non identifié), le courant de la rivière Témis coule sur Environ 50 km généralement vers le Sud, dans le secteur au nord-est du lac Mistassini, entièrement en zone forestière, selon les segments suivants :
Cours supérieur de la rivière Témis (segment de 42,8 km)
- 6,1 km vers du nord-est, jusqu'à la rive nord  d'un lac non identifié ;
- 3,4 km vers le sud en traversant un lac non identifié (altitude : 708 m) sur sa pleine longueur, jusqu'à son embouchure ;
- 3,5 km vers le sud jusqu'à un coude de rivière ;
- 5,7 km vers le sud-est en contournant par du nord-est une montagne dont le sommet atteint 764 m, jusqu'à la décharge (venant du nord-est) de lacs non identifiés ;
- 5,5 km vers le Sud, jusqu'à une décharge (venant du nord-est) de lacs non identifiés ;
- 5,4 km vers le sud-ouest, jusqu'à un coude de rivière ;
- 13,2 km vers le sud-ouest, jusqu'à la décharge (venant de l'ouest) de lacs non identifiés ;

Cours inférieur de la rivière Témis (segment de 16,0 km)
- 7,0 km vers le Sud, jusqu'à la décharge (venant de l'ouest) de lacs non identifiés ;
- 8,0 km vers l'est en formant plusieurs serpentins, jusqu'à la confluence (venant du nord) de la rivière Misca ;
- 1,0 km vers le sud en formant un grand S, jusqu'à l'embouchure de la rivière[2].

L'embouchure de la rivière Témis (confluence avec la rivière Takwa) est située à :
- 4,2 km au sud-ouest de l'embouchure de la rivière Camie ;
- 6,0 km au nord du lac Béthoulat ;
- 48,3 km au nord du lac Albanel ;
- 86,8 km au nord-est de l'embouchure de la rivière Témiscamie (confluence avec le lac Albanel) ;
- 115,3 km au nord-est de l'embouchure du lac Mistassini (entrée de la baie Radisson et début de la rivière Rupert) ;
- 171,8 km au nord-est du centre du village de Mistissini (municipalité de village cri) ;
- 238,6 km au nord du centre-ville de Chibougamau ;
- 456 km au nord-est de la confluence de la rivière Rupert et de la baie de Rupert[2].

La rivière Témis se déverse sur la rive nord-ouest de la rivière Témiscamie. De là, le courant coule vers le sud-ouest sur 118,2 km en suivant le cours de la rivière Témiscamie jusqu'à son embouchure. La rivière Témiscamie se déverse au fond de la baie de la Témiscamie située au milieu de la rive sud-est du lac Albanel ; cette baie est bordée à l'ouest par la presqu'île de Chébamonkoue.
À partir de l'embouchure de la rivière Témiscamie, le courant coule vers le nord en traversant le lac Albanel, puis traverse la passe entre la péninsule Du Dauphin (côté Nord-Est) et la péninsule du Fort-Dorval (côté Sud-Ouest), jusqu'à la rive est du lac Mistassini. De là, le courant traverse vers l'ouest le lac Mistassini sur 47,6 km, jusqu'à son embouchure. Finalement, le courant emprunte le cours de la rivière Rupert (via la baie Radisson), jusqu'à la baie de Rupert.

## Toponymie
Dans ce secteur, trois toponymes de rivières ont des éléments toponymiques apparentés : rivière Témis, rivière Camie et rivière Témiscamie. D'origine algonquine, l'appellation "Témiscamie" provient des mots "tim" signifiant "profond" et "kami" significant "eau". D'origine crie, le toponyme « rivière Témis » signifie « rivière profonde ». Le toponyme « rivière Témis » a été officialisé le 5 décembre 1968 à la Banque des noms de lieux de la Commission de toponymie du Québec, soit à la création de cette commission.